# 白紀圖
白紀圖，CBE（1956年—），香港企業家，香港太古集團有限公司、太古股份有限公司、國泰航空有限公司及香港飛機工程有限公司之董事局前主席，亦是太古地產有限公司前董事、以及香港上海滙豐銀行的前非執行董事，現時為PureCircle Limited非執行董事，以及來寶集團有限公司及德昌電機控股有限公司獨立非執行董事。

## 生平
白紀圖持有牛津大学現代歷史學榮譽學位，於1978年加入太古集團，曾任職太古集團駐香港、及巴布亚新几内亚辦事處，並曾擔任太古貿易及太古實業部執行董事。他在2014年3月14日起退休，他現時在英國修讀藝術史。